# 球囊霉素相关土壤蛋白
球囊霉素相关土壤蛋白（glomalin-related soil protein, GRSP）是丛枝菌根真菌（arbuscular mycorrhizal fungi，AMF）的菌丝释放到土壤中的一种疏水性糖蛋白混合物。自然状态下不溶于水但能溶于柠檬酸盐, 具有热稳定性。
按照提取方法的不同, 一般分为总提取球囊霉素相关土壤蛋白（total GRSP，TG）和易提取球囊霉素相关土壤蛋白(easily extractable GRSP, EEG)。总提取球囊霉素相关土壤蛋白代表土壤中长期积累的丛枝菌根真菌代谢产物总量；易提取球囊霉素相关土壤蛋白代表新近产生的丛枝菌根真菌代谢产物量。
球囊霉素相关土壤蛋白能把小颗粒土壤粘聚成大块, 增强土壤结构稳定性；还能提高土壤肥力、促进宿主植物生长发育和修复土壤退化。球囊霉素相关土壤蛋白是土壤碳库变化的的一个重要评价指标。球囊霉素相关土壤蛋白在土壤有机碳中的含量占6.98-31.34%，比例随土层加深而下降。